# 森特格羅夫鎮區 (愛荷華州迪金森縣)
森特格羅夫鎮區（英語：Center Grove Township）是位於美國愛荷華州迪金森縣的一個行政鎮區。

## 地方資料
根據2010年美國人口普查的數據，森特格羅夫鎮區的面積為93.63平方千米，當中陸地面積為81.28平方千米，而水域面積為12.35平方千米。當地共有人口7478人，而人口密度為每平方千米79.87人。